# Kebelj
Kebelj je gručasto vaško naselje v Občini Slovenska Bistrica, na zložnem pobočju jugovzhodnega dela Pohorja, severno od Oplotnice, na nadmorski višini med 677 in 710 mnm. 
Naselje sestavljata dva ločena dela, v središču zgornjega dela stoji razgledna župnijska cerkev. Nad vasjo izvira Čadramski potok, ki je nekoč poganjal številne mline in žage. Krajevna skupnost Kebelj poleg Keblja obsega še zaselke Modrič, Kot na Pohorju, Podgrad na Pohorju, Nadgrad, Cezlak in Lukanja. 

## Zgodovina
Prva pisna omemba kraja sega v leto 1251, ko se kot priča v neki listini omenja Timo Kebeljski (Tymo de Gybel), član plemiške rodbine, ki je bila povezana z obema lokalnima srednjeveškima gradovoma.

## Kulturne in zgodovinske znamenitosti
Župnijska cerkev sv. Marjete 

stoji v središču vasi, njeni začetki pa segajo v 13. stoletje, vendar je bila v 14. in 17. stoletju temeljito prezidana, tako da je od prvotne zgradbe ostal le masivni gotski zvonik. 
Zgornji (Zajčev) kebeljski grad

Od najvišje ležečega gradu - Kebelj na Pohorju, katerega lastnik je bil Timo Kebeljski, se je deloma ohranil le izpostavljeni okrogli stolp, premera 9 m in z 2,5 m debelimi zidovi, predstavnik romanske arhitekture, z nasipom in obrambnim jarkom. O grajskem jedru, ki je bilo slabih 200 m zahodno od stolpa, skorajda ni več ostankov. V zapisih, povezanih z gradom, se leta 1254 omenjata kebeljska viteza Dimon in Wigand, leta 1363 pa se grad omenja kot vest Gybel auf dem Pacher (utrdba Kebelj na Pohorju). Kebeljski gospodje so se v 14. stoletju preselili v spodnji grad, v urbarju iz 1490 pa se še omenja deželno sodišče pri že opustelem gradu. 
Spodnji (Zbegov) kebeljski grad

Malo pod središčem vasi se je na strmini nad potokom deloma ohranila pravokotna in dvonadstopna stavba, ki ni bila namenjena obrambi, temveč bolj prebivanju plemiške rodbine kebeljskih, ki je izumrla okoli leta 1440.